# Большая Александровка (Липецкая область)
Больша́я Алекса́ндровка - деревня Воронецкого сельсовета Елецкого района Липецкой области. 

## Название
Название — по владельцам Александровым.

## История
По документам известна с 1778 г.

## Население
По данным всероссийской переписи за 2010 год население деревни составляет 60 человек.